# Hermann Gunkel
Hermann Gunkel (né le 23 mai 1862 à Springe et mort le 11 mars 1932 à Halle-sur-Saale) est un exégète allemand de l'Ancien Testament. Il est connu pour avoir fondé une méthode d'analyse dite « critique des formes » (Formgeschichte). Il est aussi un représentant de premier plan de l'École de l'histoire des religions (Religionsgeschichtliche Schule). Ses principaux travaux couvrent la Genèse et les Psaumes. Il porte une attention particulière aux traditions orales et au folklore qui sous-tendent les écrits bibliques.

## Biographie
Gunkel est né en 1862 à Springe dans le Royaume de Hanovre où son grand-père et son père étaient des pasteurs luthériens. Il a étudié à l'université de Göttingen avant d'y enseigner. Il a aussi occupé des postes à Berlin, Giessen ou encore à Halle.
Gunkel a commencé sa carrière en étudiant le Nouveau Testament à Göttingen en 1888. Cependant, il est rapidement transféré à Halle (1889-1894) où les autorités prussiennes de l'Académie, raconte-t-il, lui demandent de se concentrer sur l'Ancien Testament.
Il poursuit son enseignement à Berlin (1894-1907) où il noue de nombreuses relations interdisciplinaires. En 1895, son livre Creation and Chaos in the Primeval Era and the Eschaton compare le symbolisme de la Genèse et celui de l'Apocalypse. Il voit dans l’Apocalypse le mythe du jeune héros Marduk, Dieu de la renaissance printanière qui remporte la victoire sur les forces chaotiques du monstre Tiamat. En 1901, il publie son premier commentaire de la Genèse, Genesis Translated and Explained.
En 1907, il obtient le statut officiel de professeur à l'université de Giessen. Il présente alors en 1910 Genesis son deuxième commentaire de la Genèse et enfin sa troisième et dernière analyse en 1917 : The Prophets.
En 1920, il rejoint l'université Martin-Luther de Halle-Wittenberg et publie en 1926, un autre classique, son commentaire des Psaumes : The Psalms: Translated and Explained. Introduction to the Psalms est son dernier grand travail que complétera son élève Joachim Begrich (de) en 1933.
Gunkel a créé la revue Research into the Religion and Literature of the Old and New Testaments (1903-) avec Wilhelm Bousset. Il a aussi co-édité avec Leopold Zscharnack la seconde édition de l'encyclopédie allemande de la religion, Religion in History and the Present (1927-1931) dans laquelle il a signé plus de cent articles.

## Postérité
Gunkel est un représentant illustre de l'école de l'Histoire des Religions (Religionsgeschichtliche Schule) qui examine les traditions sous-tendant le texte biblique. À Gunkel, il faut ajouter, pour le groupe fondateur, des noms comme Albert Eichhorn, William Wrede, Heinrich Hackmann (de), Alfred Rahlfs, Johannes Weiss, Wilhelm Bousset, Ernst Troeltsch, et Wilhelm Heitmüller. Au départ ils étaient concentrés sur les origines du christianisme mais leurs travaux s'approfondirent en incluant l'arrière-plan historique des anciens israélites et les religions du Proche-Orient ancien.
Gunkel a probablement donné sa meilleure analyse avec ses commentaires sur la Genèse en en publiant trois éditions entre 1901 et 1910. Dans ces travaux il a inauguré une méthode exégétique, dite « critique des formes », qui s'appuie sur le contexte socio-historique (le Sitz im Leben, expression créée par Gunkel). 
Cette méthode examine les écrits au regard d'un auteur en situation. Cette approche est basée sur l'hypothèse que chaque genre de textes est organiquement corrélé avec une situation sociale et historique particulière. Gunkel et son groupe croient que cette approche offre une amélioration à l'exégèse critique. Le XIXe siècle a examiné le texte biblique et plus spécifiquement le Pentateuque sur la base du style, du vocabulaire, de la théologie et plus particulièrement sur les sources utilisées pour créer le texte. Les méthodes dites de la critique des formes permettent aux chercheurs de découvrir des informations parcellaires plus anciennes à partir des écrits terminaux. L'intérêt de cette méthode s'est accru au XXe siècle avec des exégètes de renom comme Gerhard von Rad ou encore Martin Noth qui l'ont utilisé et développé. À la fin du XXe siècle, cependant, des chercheurs ont remarqué des lacunes dans cette approche et l'ont soit ajusté (criticisme rhétorique) soit totalement remplacé (criticisme postmoderne).[réf. nécessaire]